# Układ jednoskośny
Układ jednoskośny – układ krystalograficzny, w którym wszystkie trzy jednostki osiowe są różnej długości, dwa kąty między nimi to kąty proste, a trzeci kąt ma inną wielkość.
Typowymi przedstawicielami tej grupy są:
- pinakoidy (dwuściany podstawowe) o nachylonych ścianach wierzchołkowych
- graniastosłupy o nachylonych ścianach wierzchołkowych (słupy z daszkami)

W tym układzie krystalizuje około 32% minerałów; np. ortoklaz, mika, gips, realgar, aurypigment, malachit, azuryt, epidot, natrolit, mezolit, diopsyd, jadeit, egiryn, omfacyt, spodumen, augit, aktynolit, tremolit, glaukofan, crossyt, riebeckit, hornblenda, olivenit.

## Przypisy

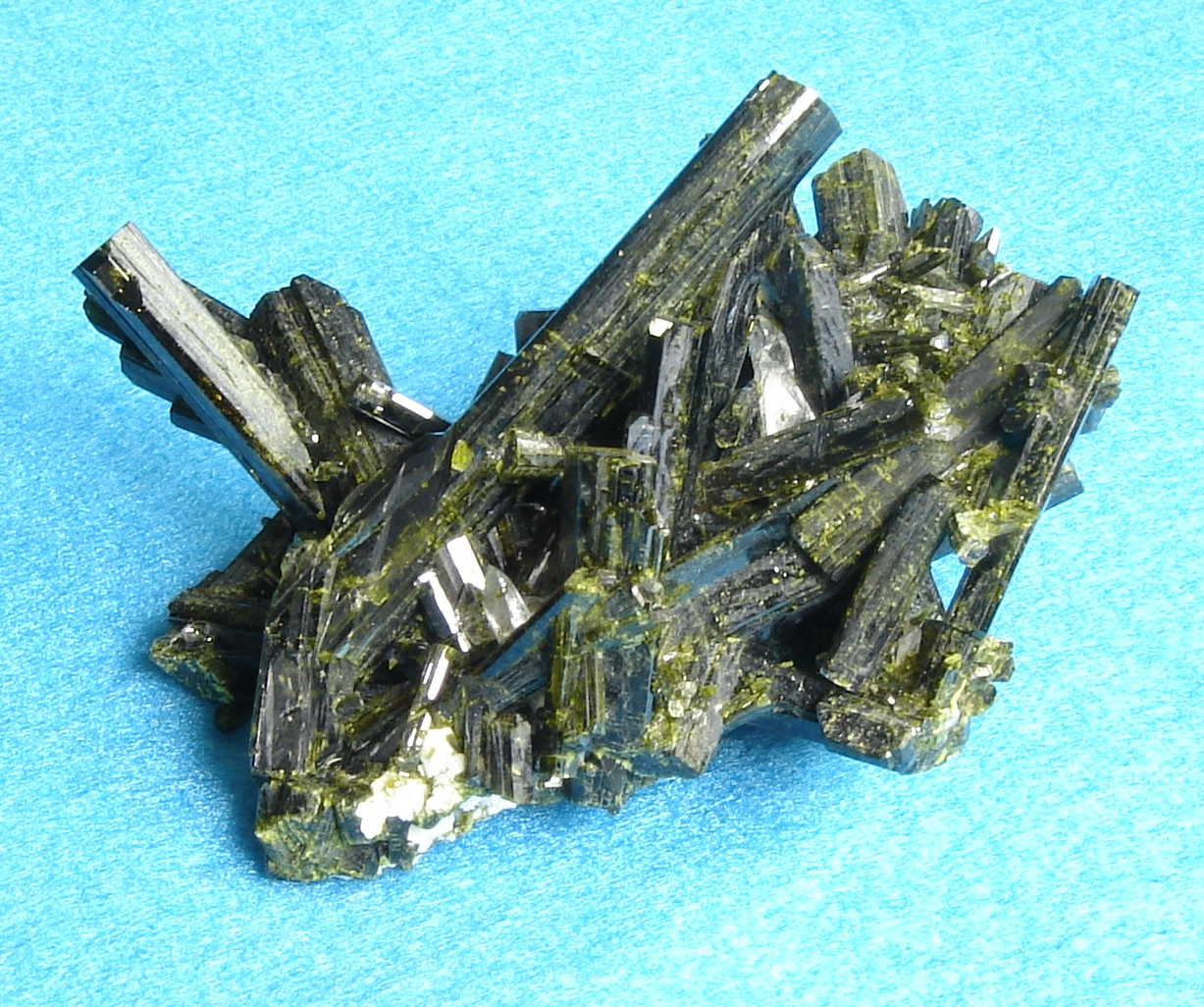
kryształy epidotu